# Tragopogon

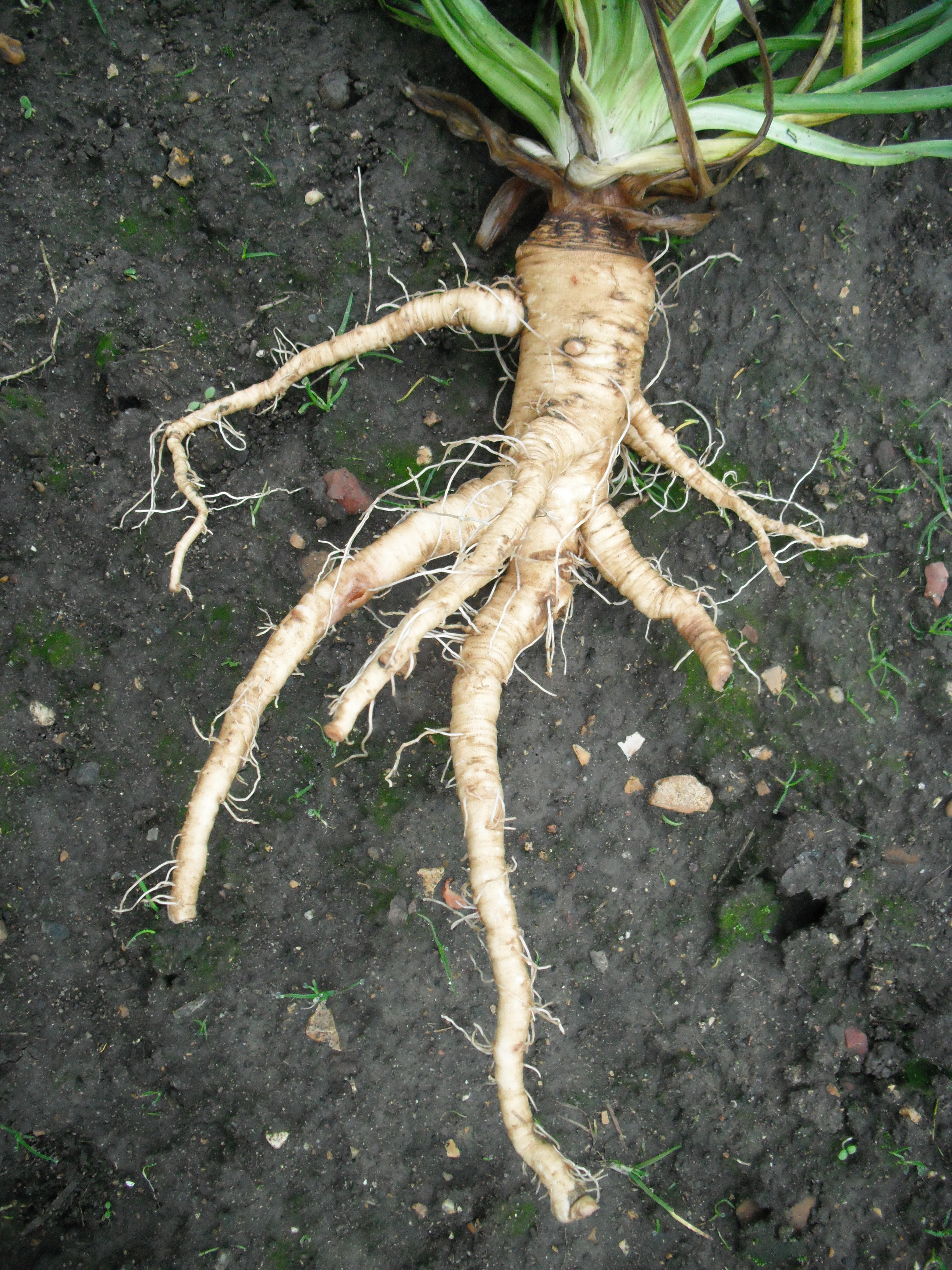
Raíz de un salsifí comestible: Tragopogon porrifolius var. "Mammoth Sandwich Island"

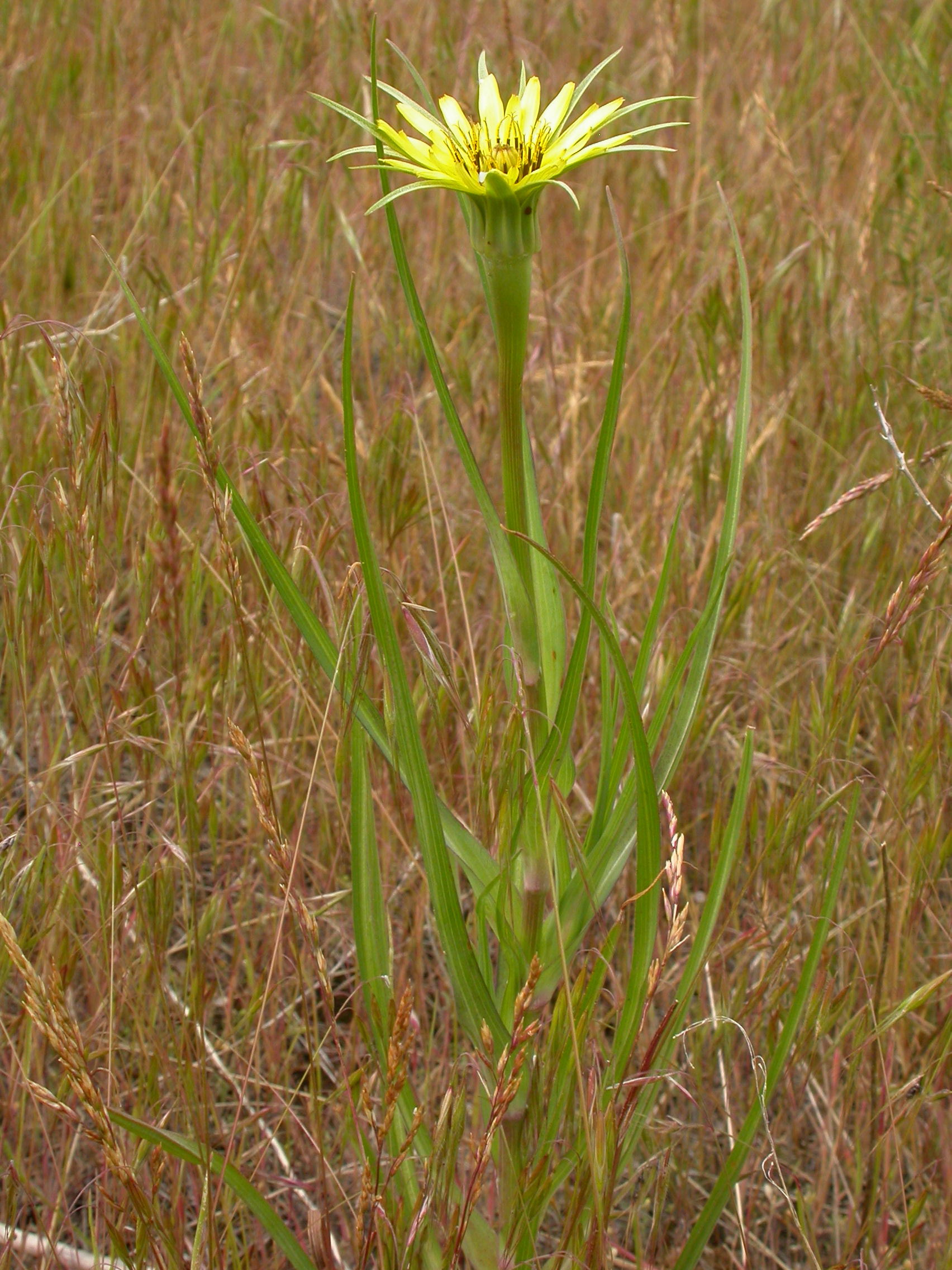
Un ejemplo del género: Tragopogon dubius

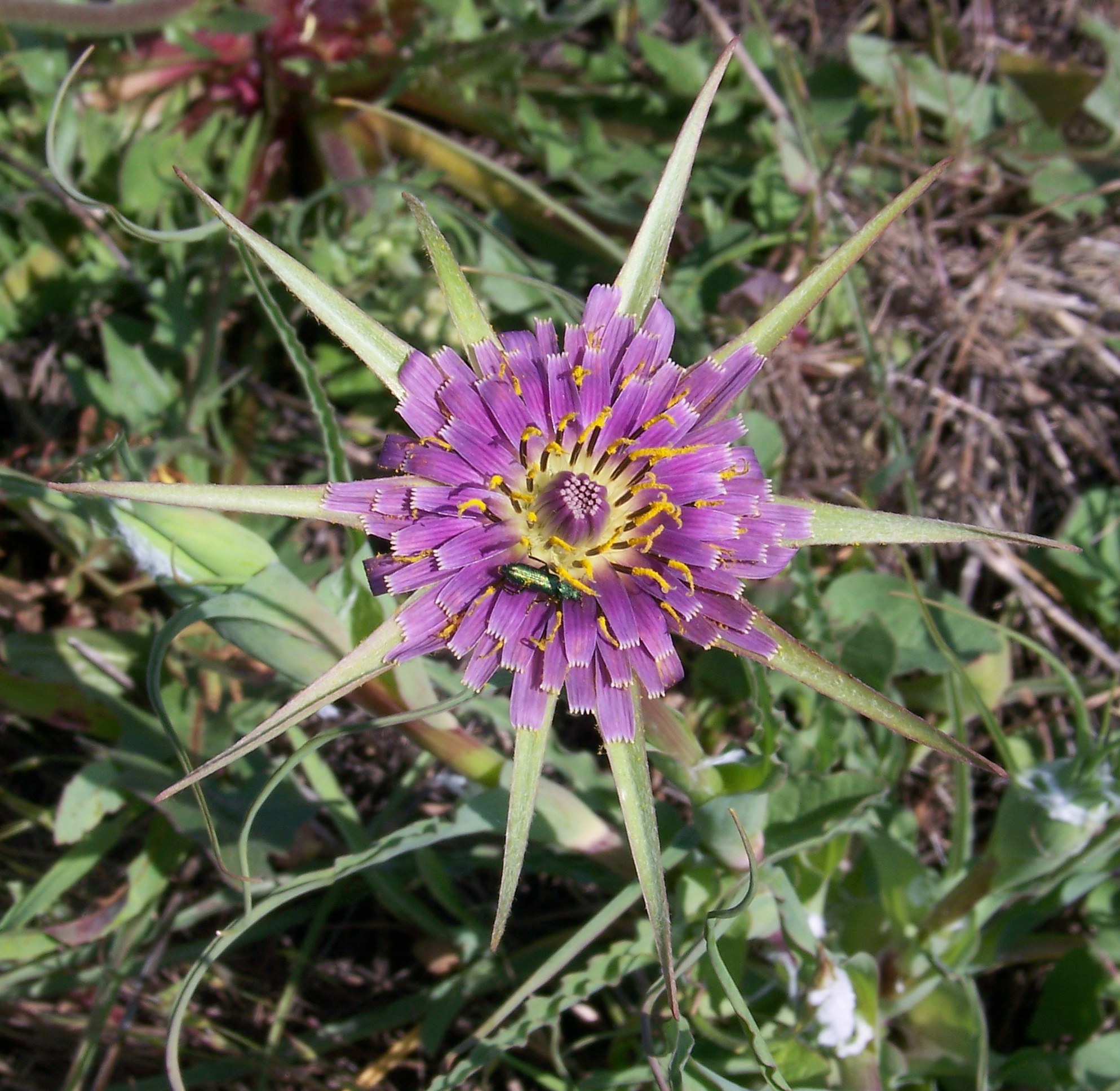
Tragopogon porrifolius, vista cenital

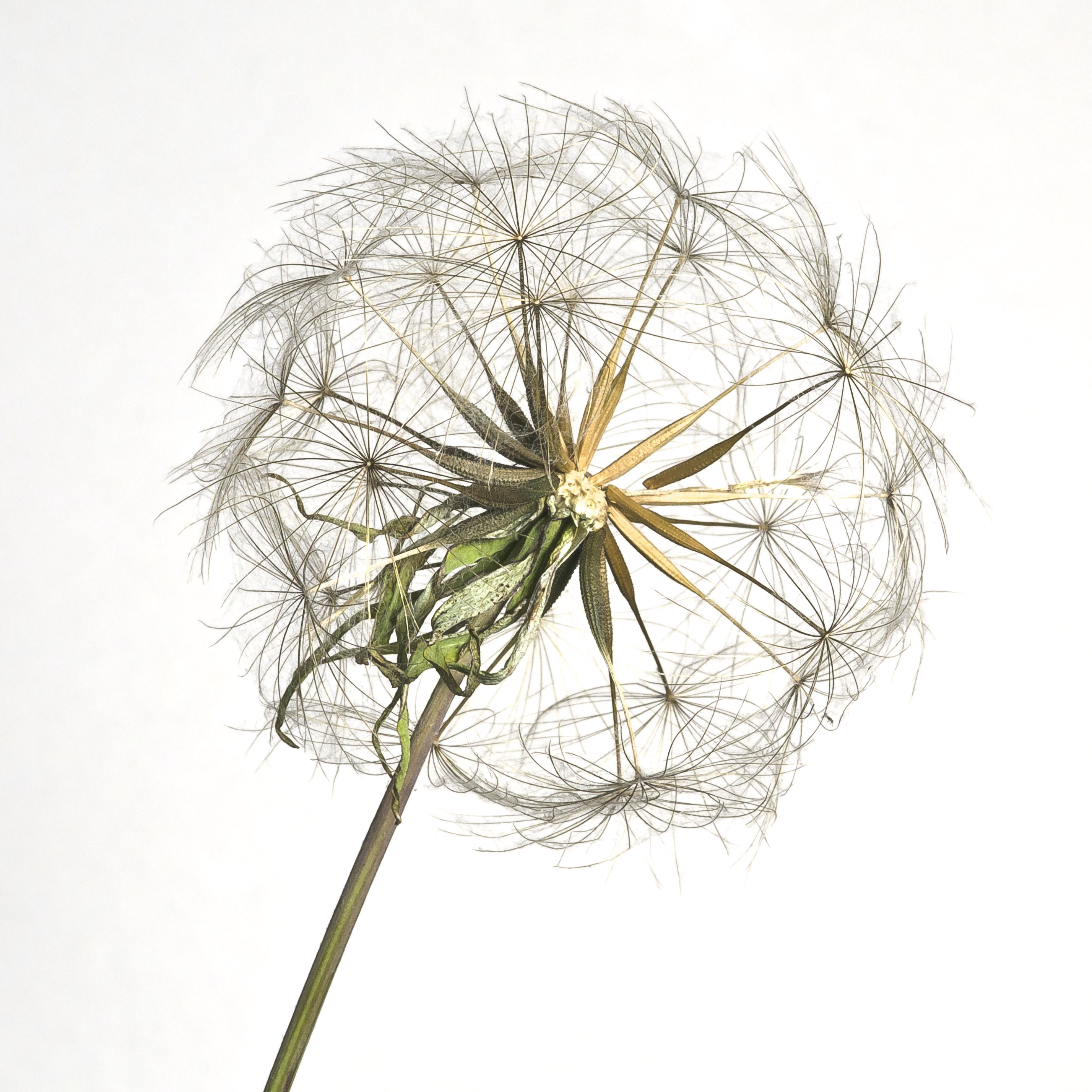
Tragopogon pratensis: capítulo en fructificación

Tragopogon, comúnmente conocido, entre otros nombres vernaculares, como barbas de chivo o salsifí (vocablos compartidos con otros géneros), es un género de plantas herbáceas de muy amplia distribución con unas 150 especies aceptadas —de las casi 300 descritas— de la familia de las asteráceas.

## Descripción
Son plantas herbáceas perennes, bienales y, menos frecuentemente, anuales, con tallos erectos algo ramificados o no, de 15 cm hasta 1,5 m de altura. Son generalmente glabras, pero también pueden ser tomentosas, en particular en la base de las hojas y debajo de los capítulos. La raíz puede ser fusiforme, a menudo comestible, o con numerosos cáudices. Las hojas, basales —no organizadas en roseta—  como caulinares, son sésiles y alternas, de forma linear hasta lanceolada, con márgenes enteros o ondulados y nerviación paralela. Los capítulos, terminales y solitarios en el ápice, usualmente dilatado, del pedúnculo tienen el involucro cilíndrico de 1-2 cm de diámetro; sus brácteas, en número de 5-15 organizadas en 1 o 2 filas, son de lineales hasta linear-lanceoladas o triangular-lanceoladas y de ápice agudo. El receptáculo, desnudo, plano o convexa, soporta lígulas, hermafroditas de color amarillo, malva, naranja, púrpura o violeta y con el tubo peloso en el ápice. El estilo del pistilo, filiforme, tiene el estigma largamente bífido y reflejo, estando todo el conjunto cubierto de pelos/granulaciones que le dan una apariencia escábrida. Los frutos son cipselas cilíndrico-fusiformes, glabros, con el cuerpo longitudinalmente adornado por 5-10 costillas habitualmente tuberculadas, aunque los centrales presentan heteromorfia y son lisos o menos tuberculados que los periféricos; generalmente dicho cuerpo se estrecha, gradual o bruscamente, en un largo pico finamente acostillado y a menudo engrosado en su parte superior ramatada en un ánulo glabro o lanudo que soporta un vilano persistente de 12-20 pelos densamente plumosos entrelazados, pero solo escábridos en sus ápices, repartidos en 1 o 2 filas.

## Distribución y hábitat
El género, con origen en el Viejo Mundo, desde el Atlántico hasta Siberia, está ampliamente naturalizado en la mayor parte del mundo, con unas notables excepciones debidas, esencialmente, a su particular hábitat que se limita prácticamente a prados y praderas soleados, de tal manera que falta por completo bajo clima tropical y cualquier otro sitio donde dicho hábitat es ausente.
Los capítulos de Tragopogon se abren habitualmente temprano por la mañana, en tiempo soleado, y se cierran a mediodía. Esta particularidad se ha traducido en un antiguo nombre popular de algunas de sus especies en inglés: "Jack-go-to-bed-at-noon" ("Juan se va a la cama a mediodía").

Hay algunas especies de raíces comestibles y, por ejemplo, Tragopogon porrifolius se cultiva en Europa central y occidental (Bélgica, Austria, Holanda, Moldavia, Portugal, Letonia, Lituania, Estonia y Gran Bretaña, así como en Suramérica (Chile y Argentina).

## Taxonomía
El género, y unas cuantas de sus especies (incluida la especie tipo), fue creado, descrito, figurado y publicado originalmente por Joseph Pitton de Tournefort en Institutiones Rei Herbariae, vol. 1, p. 477 & vol. 3, lám. 270, en el año 1700; ha sido ulteriormente validado por Carlos Linneo y publicado en Species Plantarum, vol. 2, p. 789 en 1753 como Tragopogon porrifolium; el autor amplió y precisó su diagnosis en Genera Plantarum, n.º 810, p., 346, 1754, sin indicar un tipo para el género. 
La especie tipo es Tragopogon porrifolius, originalmente descrita por de Tournefort.
Etimología
- Tragopogon: prestado del latín trǎgŏpōgōn, -ōnis, vocablo derivado directamente del griego τραγοπώγων y compuesto por los vocablos τράγοζ, -ου, cabra, chivo, y πώγων, -ώνος, barba; o sea «barba de chivo», por el penacho de pelos plumosos blancos del vilano que sobresalen en el ápice de las inflorescencias, casi siempre cerradas, y que se asemejan a la barbilla del macho cabrío.[11] Empleado por Plinio el Viejo en su Naturalis Historia (27, 142) con el mismo significado y que lo considera sin la menor utilidad.[12][13][14]

## Especies
Ver lista completa en Anexo: Especies de Tragopogon
En la Península Ibérica, crecen las siguientes especies:
- Tragopogon porrifolius L.
- Tragopogon pratensis L.
- Tragopogon castellanus Levier in Lerestche & Levier
- Tragopogon angustifolius Bellardi ex Willd.
- Tragopogon crocifolius L.
- Tragopogon dubius Scop.
- Tragopogon lamottei Rouy
- Tragopogon pseudocastellanus Blanca & Díaz de la Guardia
- Tragopogon villosus  L. (dudoso)[5]

## Híbridación
Los siguientes híbridos están, por lo menos provisionalmente, aceptados:
- Tragopogon × bischoffii Sch.Bip. in Webb & Berth. (T. pratensis × T. dubius subsp. major)
- Tragopogon × crantzii Dichtl (T. pratensis × T. dubius)
- Tragopogon × duarius Chenevard (T. crocifolius × T. dubius subsp. major?)
- Tragopogon × haussknechtii P.Fourn. (T. pratensis × T. dubius subsp. major)
- Tragopogon × lacaitae Rouy (T. dubius × T. crocifolius)
- Tragopogon × mirabilis Rouy (T. pratensis × T. porrifolius)
- Tragopogon mirus Ownbey (T.dubius × T. porrifolius)
- Tragopogon miscellus Ownbey (T. pratensis  × T. dubius)
- Tragopogon × neohybridus Farw. (T. pratensis var. tortilis × T. porrifolius)[7][2][1][10]